# Crema de whisky

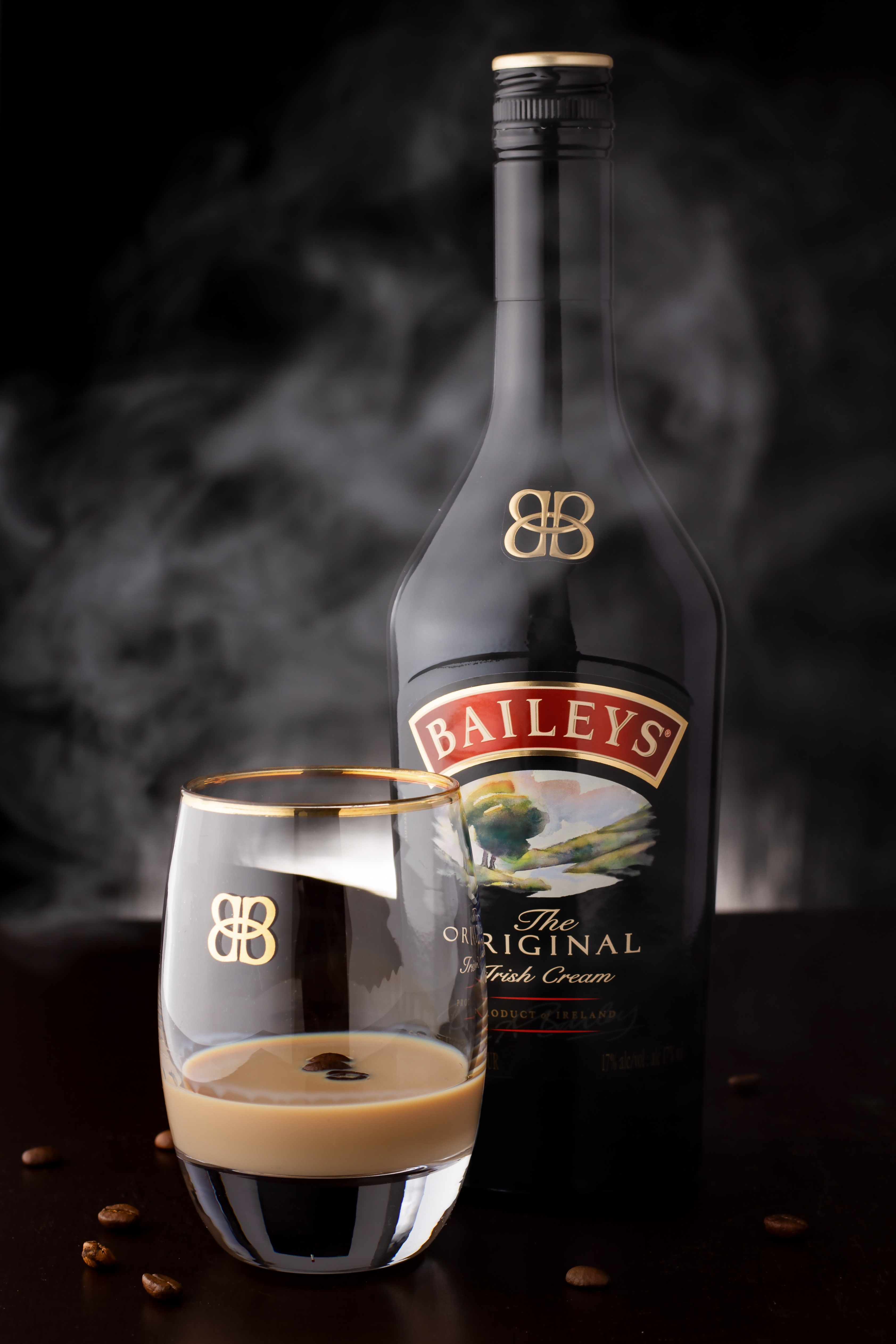
Crema de whisky.

La crema de whisky o whiskey, conocida en inglés como whisky o whiskey cream (/ˈhwɪski ˈkriːm/) o country cream (/ˈkʌntri ˈkriːm/), es un licor compuesto de crema de leche y whisky. Es más conocido como Irish Cream, aunque en realidad Crema Irlandesa es una indicación geográfica dada a las cremas de whisky producidas en Irlanda, con ingredientes irlandeses y con un proceso regulado por ley. La primera y más vendida crema de whisky, que además es tipo irlandesa, es la Baileys Irish Cream.

## Historia
La primera crema de whisky fue Baileys, concebida y creada entre 1973 y 1974 por un grupo de empleados de Gilbeys of Ireland como licor para la exportación. El producto ganó fama mundial, especialmente durante los 80s y 90s, por lo que aparecieron numerosos competidores en el mercado que también comenzaron a elaborar crema de whisky. En España, por ejemplo, comenzaron a salir imitaciones como Baylas, Beilis y Qüeillys. En la década de los 2000 nacieron las primeras variantes con sabor.

## Características
La crema de whisky es un licor con un grado alcohólico que normalmente varía entre 15 y 20% vol.; en general, esta cantidad de alcohol debería ser suficiente para mantener la crema sin tener que recurrir al uso de conservantes adicionales. Tiene una textura cremosa y un color marrón claro o dorado, que variará su color dependiendo de las proporciones de crema y whisky. El sabor puede variar según las especias adicionales (generalmente vainilla, cacao o azúcar) pero, en cualquier caso, debe mantener notas dulces y azucaradas y un aroma alcohólico no demasiado alto.

### Crema irlandesa
La crema irlandesa (Irish cream o Irish cream liqueur, /ˈaɪrɪʃ ˈkriːm lɪˈkjʊər/), es un licor protegido por una denominación geográfica europea tipo IG europea (código de referencia n ° 32) y sometido a juicio del Departamento de Agricultura de Irlanda. Para poder llevar esta designación, la crema de whisky debe producirse en Irlanda (incluida Irlanda del Norte), de acuerdo con los métodos regulados, y debe contener 10% de crema (exclusivamente local), 1% de whisky irlandés y una graduación alcohólica superior al 15% vol.; el embotellado se puede hacer fuera de la isla pero, en este caso, se resaltará. Otros ingredientes (aromatizantes, espesantes, estabilizadores y emulsionantes) pueden estar presentes en las dosis definidas por la regulación. El producto final debe tener todas las características, sabor y propiedades definidas por estos parámetros; La crema irlandesa no se puede producir en formulaciones que permitan una reconstrucción posterior fuera de la isla (por ejemplo, liofilización).

## Servicio
La crema de whisky se sirve en vasos de vaso a temperatura ambiente o con hielo («en las rocas»); Es posible espolvorear encima, como decoración aromática, café molido o cacao en polvo. Este licor se puede combinar con bebidas calientes como el café o chocolate caliente, o puede usarse en la preparación de café shakerato. Dado su sabor dulce, a menudo se usa como ingrediente para postres (pasteles, batidos, helados...) alcohólicos.

### Coctelería
La crema de whisky es ingrediente de muchos cócteles. Debido a su composición, a menudo se usa para producir efectos visuales en las bebidas: de hecho, se utiliza la coagulación de la caseína en presencia de bebidas ácidas (como el jugo de limón o el vino). También, debido a su mayor densidad respecto a otras bebidas lo hace perfecto para cócteles por capas. La crema de whisky está presente en multitud de recetas, entre las cuales:
- B-52 y la serie de B50s
- Blowjob
- Chocolatini
- Flaming Lamborghini
- Irish Cream Coffee
- Irish Flag
- Ladyboy
- Orgasm
- Sesos de mono
- Slippery nipple

## Marcas
Aunque el principal productor de crema de whisky es Diageo con la marca Baileys, hay varios fabricantes en el mercado, incluidas las marcas blancas (Lidl, ALDI, Tesco... etc.). Las marcas que poseen la GI Irish Cream son:
- Baileys Irish Cream (Diageo)
- Brogan's Irish Cream (First Ireland Spirits)
- Feeney's Irish Cream (First Ireland Spirits)
- Molly's Irish Cream (Terra)
- O'Caseys's Irish Cream (First Ireland Spirits)
- Merrys irish Cream (Merrys)

Otras marcas de crema de whisky que no son IG incluyen:
- Brady's (Castle Brands)
- Carolans (Campari)
- Kerrygold (Ornua)
- O'Mara's Country Cream (First Ireland Spirits)